# Компаньонаж
Compagnons du Devoir, повна назва Compagnons du Devoir et du Tour de France, є французькою організацією ремісників і ремісників, яка походить із середньовіччя. Їхня традиційна технічна освіта включає в себе поїздку по Франції, Тур де Франс, і навчання у майстрів. Для сучасного молодого чоловіка чи молодої жінки Compagnonnage — це традиційна мережа наставництва, за допомогою якої можна навчитися ремеслу, одночасно розвиваючи характер, досвідчуючи громадське життя та подорожуючи. Громада живе в будинку Compagnon, відомому як cayenne, яким керує mère (мати) або maîtresse (господиня), жінка, яка піклується про благополуччя мешканців, яких у Франції понад 80. Будинки різного розміру: від невеликого будиночка на п'ять осіб до більшого, в якому проживає понад 100 осіб.
До 2005 року всі компаньйони були чоловічої статі. Сьогодні їх можна знайти в 49 країнах на п'яти континентах, займаючись різними професіями.
Подібна традиція існує для німецьких Wandergesellen, або підмайстрів, вирушати на Wanderjahre.
«Тур де Франс» просто стосується того факту, що Компаньйони подорожують Францією; кожні півроку-рік вони повинні змінювати місце роботи. Це не пов'язано з велогонками Тур де Франс. Слово compagnon (компаньйон) походить від старофранцузького compaignon, людина, з якою розламують хліб.

## Етапи
Необхідною умовою для початку Тур де Франс є наявність Certificat d'aptitude professionelle (свідоцтво про професійні здібності). Складається з класів і учнівства, це основна французька професійна кваліфікація.
Першокурсник-початківець compagnon, відомий як stagiaire (учень), працює повний робочий день у торгівлі в будні дні та живе в будинку compagnon. Обід їдять разом на облозі (сидінні або ложі) товаришів. Бажаючі стати компаньйонами подають заявку на церемонію усиновлення.
Далі stagiaire виконує travail d'adoption, проект, який необхідно подати, щоб стати претендентом (прагне/той, хто прагне). Кандидат отримує ім'я відповідно до регіону чи міста походження; наприклад, хтось із Бургундії може називатися «Бургіньйон». Кандидат отримує пояс і церемоніальний посох, який являє мандрівний характер організації. Церемонія є приватною, у ній беруть участь лише компаньйони та претенденти.
Кандидат працює повний робочий день у будні та залишається в будинку компанії. Вечеряють разом вдома. Кандидат залишається або подорожує в кількох містах протягом наступних трьох-п'яти років, працюючи під керівництвом компанії, щоб навчитися ремеслу.
Зрештою претендент представляє шедевр (travail de réception або chef-d'œuvre) до ради товаришів. Шедеври відрізняються залежно від професії претендента. Якщо прийнято, можна стати мандрівником, отримати ім'я компаньйона та подарувати нову палицю, що сягає серця. Деякі з шедеврів виставлені в Музеях Компаньонажа в Турі та Парижі.
Потім мандрівник ще три роки гастролює. Потім вони стають compagnon sédentaire і можуть вибирати, де жити і працювати, а потім починають навчати ремеслу підмайстрів.

## Повсякденне життя
Типовий робочий день для столяра (тесляра) передбачає повний робочий день на місці для компанії, яка наймає кандидата. Обід зазвичай проводиться між 7:00 і 8:00 з громадою, яка живе в будинку. Потім до 22:00 проводяться заняття з креслення, технології, французької, англійської мови, математики тощо. У суботу заняття з 8:00 до 12:00 та з 13:30 до 17:30. Теслі набувають навичок, працюючи над різними проектами та уроками. Вони створюють багато макетів; ці дерев'яні моделі запланованого проекту спочатку створюються за допомогою креслень, а потім збираються з дерева. Столяр зробить багато під час фази аспіранта. Очікується, що кожна частина демонструватиме прогрес, досягнутий у засвоєнні певної навички чи уроку. Неділю проводять у дослідженні концепції шедевра.
Процес ініціації був описаний як обряд переходу за визначенням Арнольда Ван Геннепа. Це ілюструє його теорію обряду переходу на початку 20-го століття з його послідовними етапами ізоляції, маргінальності та об'єднання в соціальне тіло.

## Історія
Організація походить із середньовіччя, коли Компаньйони будували церкви та замки Франції, і зазнавали переслідувань з боку королів і католицької церкви, тому що вони відмовлялися жити за правилами будь-якої установи.
Будучи гільдією ремісників, Compagnonnage була заборонена Національними зборами відповідно до закону Ле Шапельє 1791 року, який був скасований у 1864 році.
Під час німецької окупації Франції під час Другої світової війни Компаньйони зазнали переслідувань з боку нацистських окупантів, які вважали їх пов'язаними з масонами.

## Професії
- каменяр
- муляр
- столяр
- покрівельник
- сантехнік -теплотехнік
- слюсар — коваль
- столяр
- штукатур-шаблонник-волокнистий штукатур
- художник
- оббивник
- столяра
- садівник — ландшафтний архітектор
- бондар
- кузовний ремонтник
- котельник
- механік конструктор
- електрик
- точний механік
- коваль
- коваль
- швець
- виробник шкіряних виробів
- упряжник
- винороб
- пекар
- кондитер

## Відомі компаньйони
- Агрікол Пердігьє, Avignonnais la Vertu (1805—1875), столяр.[3]
- Адольф Клеман-Баяр, c. 1871 р., коваль
- Едмон Ле Мартін, коваль/коваль, який приймав багатьох мандрівників у Дюнах. Батько льотчика Леона Лемартена.
- Жоель Робюшон, який став офіційним шеф-кухарем Compagnon du Tour de France, що дозволило йому подорожувати країною, щоб навчитися різноманітним регіональним технікам. Як напарник, він також був прищеплений духом досягнення моральної, ручної та фізичної досконалості.
- Ежен Мілон, тесля «Guépin le soutien de Salomon» (1859—1917), Compagnon Charpentier Du Devoir De Liberté, був близьким співробітником Гюстава Ейфеля. Він був начальником будівництва Ейфелевої вежі.

## У літературі
Роман «Компаньйон Тур де Франс» був написаний Жорж Санд у 1840 році.
Книга Études sur la Franc-Maçonnerie et le Compagnonnage (Дослідження масонства та Compagnonnage) Рене Генона була опублікована в 1964 р.